# 20291 Raumurthy
20291 Raumurthy este un asteroid din centura principală de asteroizi.

## Descriere
20291 Raumurthy este un asteroid din centura principală de asteroizi. A fost descoperit pe 20 martie 1998 la Socorro, New Mexico, în cadrul proiectului LINEAR. Asteroidul prezintă o orbită caracterizată de o semiaxă mare de 2,40 ua, o excentricitate de 0,15 și o înclinație de 3,3° în raport cu ecliptica.